# Hârșova
Hârșova (Bulgaars: Хърсово, Harsova) is een stad (oraș) in het Roemeense district Constanța. De stad vormt daarnaast ook het administratieve centrum van het dorp Vadu Oii.

## Bevolking
In 1930 woonden er ongeveer 3.500 personen in Hârșova, waarvan 600 Turken en de rest etnische Roemenen. Sinds het einde van de Tweede Wereldoorlog is de bevolking toegenomen van 3.726 in 1948 tot een maximum van 11.198 in 2002. In 2002 woonden er 1.101 mensen het dorp Vadu Oii en 10.097 mensen in de stad Hârșova, waaronder 8987 Roemenen, 983 Turken, 76 Roma, 31 Russen of Lipovans en 12 Hongaren.
Bij de telling van 2011 had Hârșova 9.642 inwoners, waarvan 7.476 Roemenen (84,47%), 6 Hongaren (0,07%), 490 Roma (5,54%), 829 Turken (9,37%), 9 Tataren (0,10%), 27 Lipovanen (0,31%), 4 overigen (0,05%) en 9 personen die geen etniciteit hebben aangegeven (0,10%).
Etnische samenstelling van Hârșova (2011, INS)
Religieuze samenstelling van Hârșova (2011, INS)